# Celerina
Celerina (ufficialmente Celerina/Schlarigna, in cui Celerina è la denominazione in italiano e in tedesco, sola ufficiale fino al 1943, e Schlarigna , quella in romancio; tra il 1943 e il 1950 ufficialmente Schlarigna/Celerina) è un comune svizzero di 1 484 abitanti del Canton Grigioni, nella regione Maloja.

## Geografia fisica
Celerina è situato in Alta Engadina, sulla sponda sinistra dell'Inn; dista 3,5 km da Sankt Moritz, 54 km da Tirano, 75 km da Coira e 127 km da Lugano. Il punto più elevato del comune è la cima del Piz Saluver (3 159 m s.l.m.), sul confine con Samedan.

## Monumenti e luoghi d'interesse

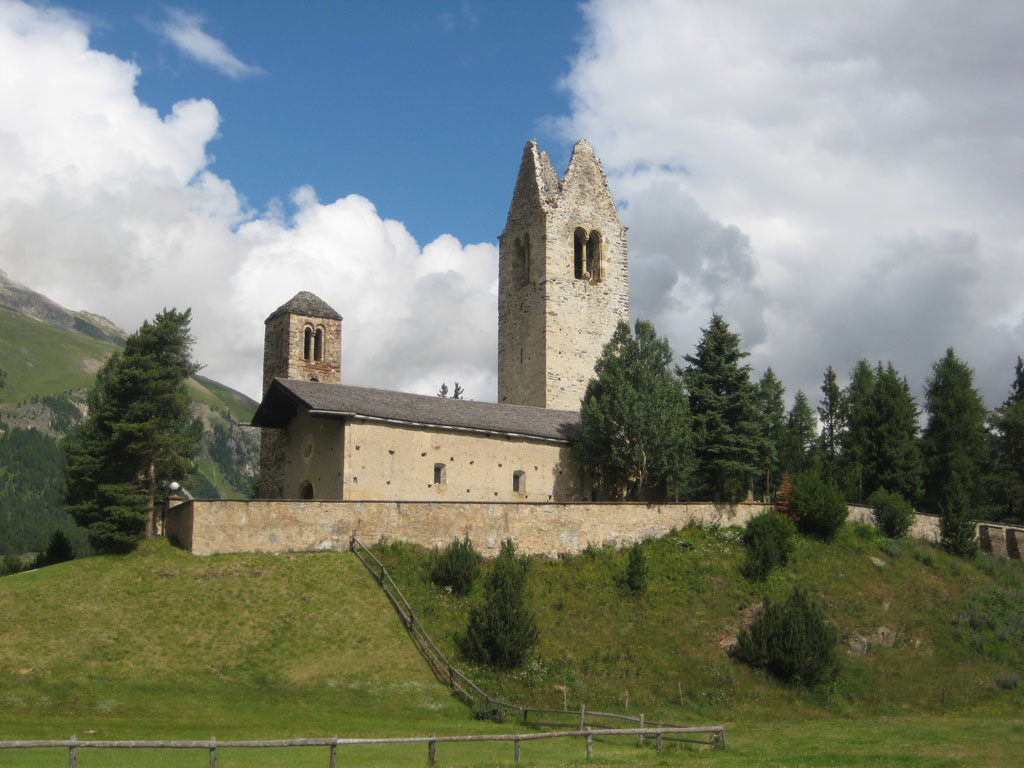
La chiesa di San Gian

- Chiesa riformata di Santa Maria in località Crasta, con campanile del XIV secolo[1];
- Chiesa riformata di San Giovanni (San Gian), eretta nel 1478; nel 1682 uno dei due campanili fu squarciato da un fulmine e la sua guglia non fu ricostruita[1];
- Chiesa riformata (Bel Taimpel), eretta nel 1669[1];
- Chiesa cattolica di Sant'Antonio, eretta nel 1939[1].

## Società

### Evoluzione demografica
L'evoluzione demografica è riportata nella seguente tabella):
Abitanti censiti

### Lingue e dialetti
La maggioranza della popolazione parla tedesco (58,3%), mentre l'italiano è la seconda lingua più diffusa (19,3%) e il romancio la terza (13%). Nel 1860 circa il 96% della popolazione era madrelingua romancia puter, percentuale scesa poi al 76,9% nel 1880 e al 68% nel 1900. L'ultimo anno in cui il romancio fu la prima lingua a Celerina è stato il 1941.
| Lingue a Celerina | Lingue a Celerina | Lingue a Celerina | Lingue a Celerina | Lingue a Celerina | Lingue a Celerina | Lingue a Celerina |
| ----------------- | ----------------- | ----------------- | ----------------- | ----------------- | ----------------- | ----------------- |
| Lingue            | Censimento 1980   | Censimento 1980   | Censimento 1990   | Censimento 1990   | Censimento 2000   | Censimento 2000   |
| Lingue            | Abitanti          | Percentuale       | Abitanti          | Percentuale       | Abitanti          | Percentuale       |
| tedesco           | 390               | 43,82 %           | 535               | 54,87 %           | 789               | 58,31 %           |
| romancio          | 273               | 30,67 %           | 198               | 20,31 %           | 173               | 13 %              |
| italiano          | 178               | 20,00 %           | 176               | 18,05 %           | 261               | 19,29 %           |
| Totale            | 890               | 100 %             | 975               | 100 %             | 1.353             | 100 %             |

## Infrastrutture e trasporti

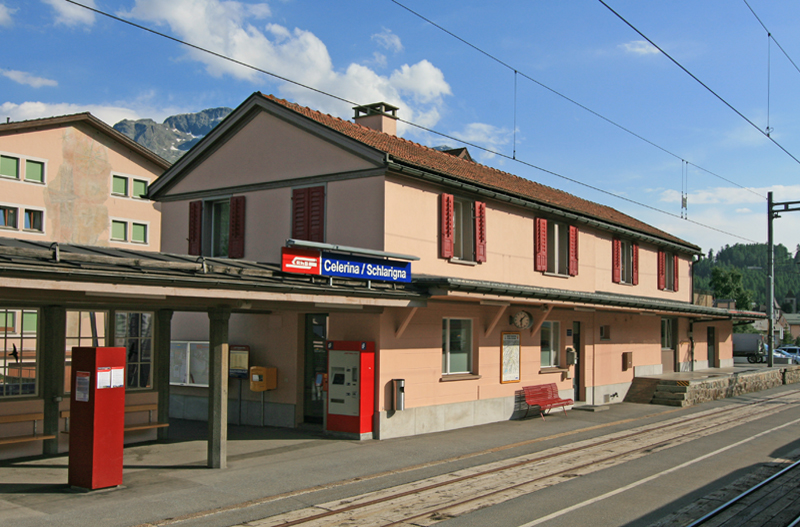
La stazione di Celerina

È servito dalle stazioni di Celerina, di Celerina Staz e di Punt Muragl Staz della Ferrovia Retica, sulle linee dell'Albula e del Bernina.

## Amministrazione
Ogni famiglia originaria del luogo fa parte del comune patriziale e ha la responsabilità della manutenzione di ogni bene ricadente all'interno dei confini del comune.

## Sport

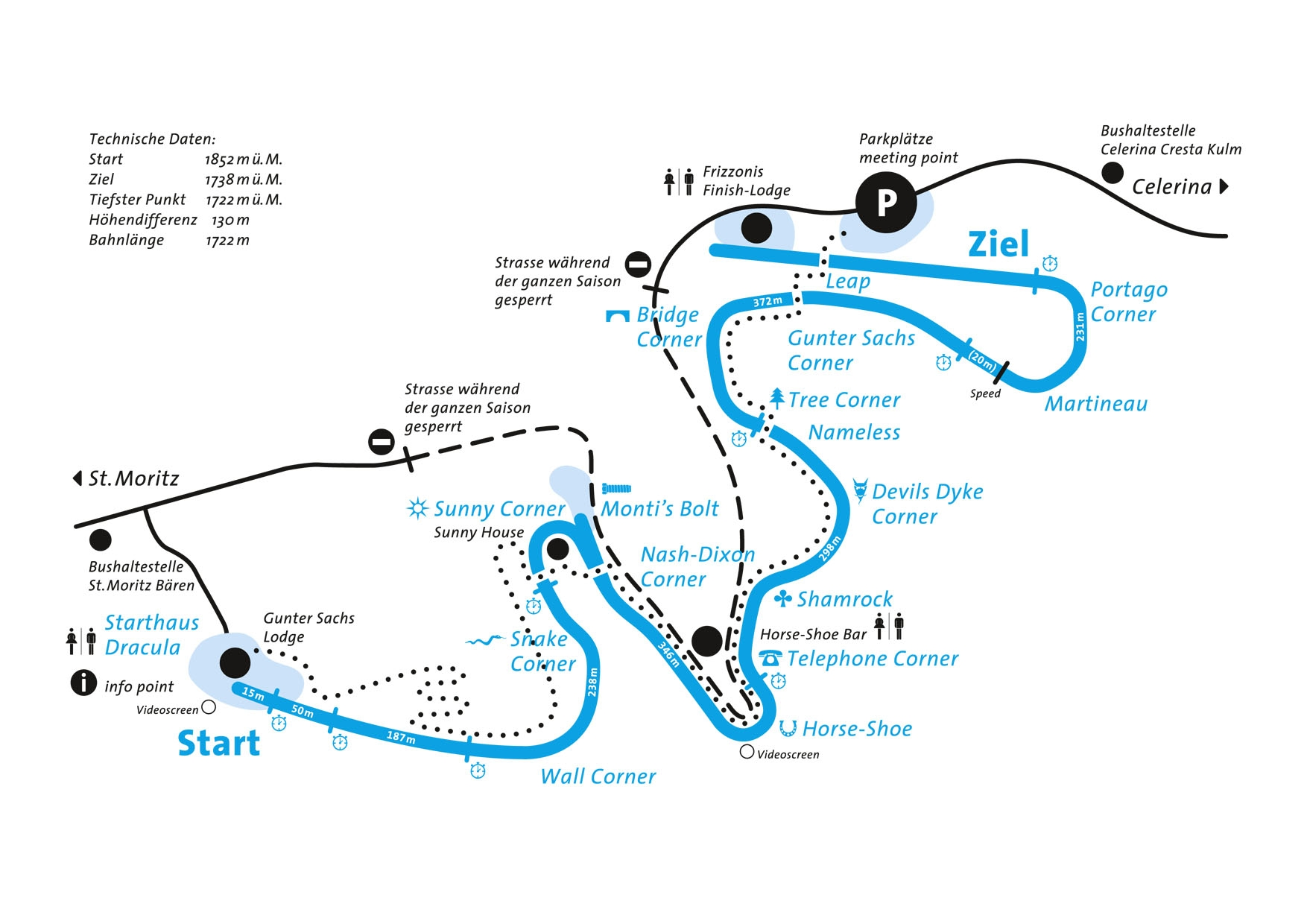
Planimetria della storica pista di bob, skeleton e slittino Olympia Bobrun St. Moritz-Celerina

Nel territorio comunale di Celerina si trova la Cresta Run, una storica pista naturale per bob e skeleton, che fu sede delle competizioni sino ai primi anni 1950 quando si iniziò a gareggiare sulla pista Olympia Bobrun St. Moritz-Celerina, tracciato completamente naturale (non refrigerato artificialmente) che da Sankt Moritz conduce all'abitato di Celerina.